# Честер Морис
Честер Морис (енгл. Chester Morris; Њујорк, 16. фебруар 1901 — Њу Хоуп, 11. септембар 1970) је био амерички глумац. Номинован је за Оскара за најбољег главног глумца за улогу у филму Алиби из 1929. године. Морис је умирао од рака, када је 1970. извршио самоубиство узевши шаку барбитурата.